# Cornelis Evertsen der Jüngere

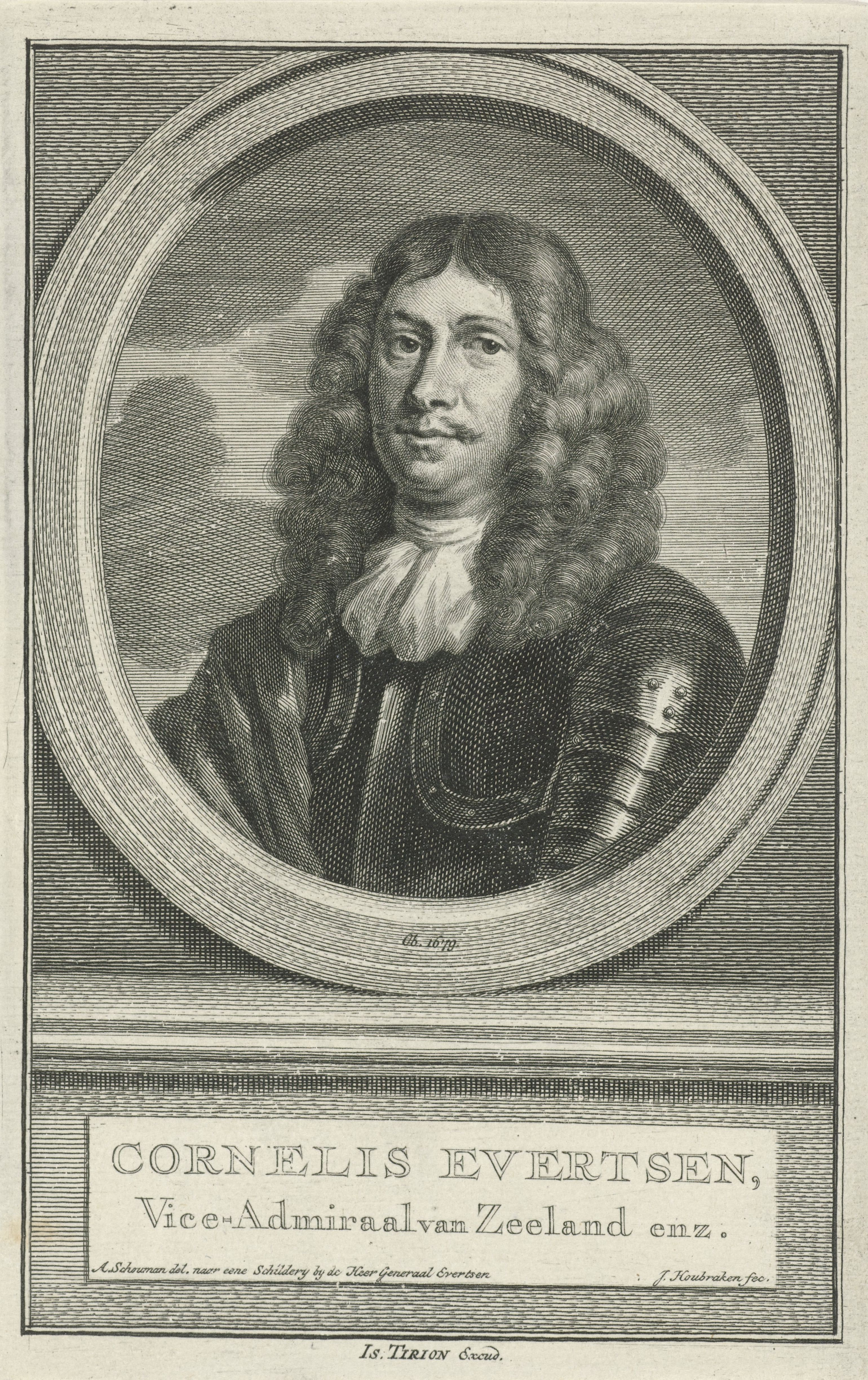
Cornelis Evertsen der Jüngere

Cornelis Evertsen der Jüngere (* 16. April 1628 in Vlissingen; † 20. September 1679 ebenda) war ein niederländischer Vizeadmiral.
Cornelis Evertsen der Jüngere war der zweite Sohn des Admirals Johan Evertsen (1600–1666) und Neffe des Admirals Cornelis Evertsen der Ältere (1610–1666), der Vater von Cornelis Evertsen dem Jüngsten war. Cornelis Evertsen der Jüngere fuhr zunächst auf dem Schiff Hollandia seines Vaters, wurde mit fünfzehn Jahren Quartiermeister und 1648 Schipper (der höchste Unteroffiziersrang). 1651 wurde er Leutnants-Kommandant und erhielt 1652 das Kommando auf dem Schiff Vlissingen im Ersten Englisch-Niederländischen Krieg. Er war Flaggkapitän seines Vaters in der Seeschlacht bei Scheveningen und wurde schwer verletzt. Nach dem Krieg fuhr er Begleitschutz für Konvois von Handelsschiffen. 1659 wurde er Kapitän im regulären Dienst. 1661 gelang es ihm den französischen Kaperer Jean Collaert aus Dünkirchen festzunehmen, der von Großbritannien aus und für Portugal Handelskrieg führte, wofür er eine hohe Belohnung erhielt. Im selben Jahr war er als Kapitän Teil einer Expedition gegen Barbaresken im Mittelmeer unter Michiel de Ruyter und Cornelis Evertsen dem Älteren. Im Zweiten Englisch-Niederländischen Krieg diente er unter seinem Vater in der Seeschlacht bei Lowestoft und wurde 1665 Konteradmiral (Schout-bij-nacht). Er nahm an der  Viertageschlacht teil und wurde im September 1666 Vizeadmiral von Zeeland. Im selben Jahr starben sein Vater und sein Onkel. Bei Calais eroberte er im September 1666 mit Isaac Sweers die Royal Charles, für die er ein hohes Prisengeld erhielt. Am Überfall im Medway nahm er nicht teil, da die Flotte von Seeland zu spät ausgerüstet wurde.
Er nahm an allen Seeschlachten im Dritten Englisch-Niederländischen Krieg auf seinem Flaggschiff Zierikzee  teil und an der missglückten Expedition von Michiel de Ruyter nach Martinique. 1675 wurde er Kommandeur von Vlissingen und Major des Forts Rammekens. 1676 nahm er unter Cornelis Tromp als Teil der niederländischen Hilfsflotte auf Seiten der Dänen im Krieg gegen Schweden teil. 1678 war er an Operationen gegen die Franzosen im Mittelmeer an der Seite Spaniens beteiligt, wobei er die Franzosen zur Aufgabe von Messina zwang.
Er war zweimal verheiratet (zuerst mit Maria Raule, Tochter eines Ratsherrn von Vlissingen, dann mit Agnes Le Sage, mit der er drei Söhne hatte), brachte es zu Wohlstand und starb in Vlissingen an einer Krankheit. Er liegt dort im Familiengrab.